# Walter E. Aschaffenburg
Walter Eugene Aschaffenburg (geboren 20. Mai 1927 in Essen; gestorben 14. Oktober 2005 in Phoenix (Arizona)) war ein US-amerikanischer Komponist.

## Leben
Walter Aschaffenburg war ein Sohn des Rechtsanwalts Wilhelm Arthur Aschaffenburg und der Margarethe Herz; er hatte zwei Geschwister. Die Familie floh 1938 vor der deutschen Judenverfolgung in die USA. Er erhielt 1944 die amerikanische Staatsbürgerschaft und wurde von 1945 bis 1947 Soldat der US-Army und 1946 in Deutschland stationiert. Er studierte Musik an der Hartford School of Music, danach bei Herbert Elwell am Oberlin College sowie bei Bernard Rogers an der Eastman School of Music. Aschaffenburg war 1956 auch Schüler bei Luigi Dallapiccola in Florenz.
Im Jahr 1952 wurde er Dozent am Oberlin Conservatory of Music, wo er für 35 Jahre Musiktheorie und Komposition lehrte, ab 1971 als Professor. Er heiratete 1951 die Lehrerin Nancy Cooper; sie hatten zwei Töchter. Im Jahr 1987 heiratete er die Pianistin und Musikprofessorin Rayna Klatzkin Barroll (1930–2016) und zog mit ihr nach Phoenix, Arizona.
Neben seiner Lehrtätigkeit komponierte Aschaffenburg moderne klassische Musik. Er erhielt zwei Guggenheim Fellowships für Komposition, 1955 und 1973, und gewann 1970 einen Kompositionswettbewerb des Cleveland Orchestra mit einer Fanfare für Bläser. Das Orchester führte 1952 auch seine Ozymandias unter der Leitung von Leopold Stokowski und 1972 die Three Dances for Orchestra unter James Levine auf. Er komponierte die Oper Bartleby mit einem Libretto von Jay Leyda nach Herman Melvilles Erzählung Bartleby, the Scrivener: A Story of Wall Street, die 1967 vom Oberlin Music Theatre uraufgeführt wurde.